# Medicine Show (album)
Medicine Show è il secondo disco della rock band californiana The Dream Syndicate, pubblicato nel 1984 per la A&M.

## Il Disco
È considerato per molti la vetta del movimento musicale del Paisley Underground
I musicisti che partecipano alle incisioni sono: Steve Wynn chitarra e voce, Karl Precoda chitarra ritmica e solista, Dennis Duck batteria, Dave Provost basso, Tommy Zvoncheck pianoforte e organo Hammond b3, Sid Griffin, Stephen McCarty, Paul Mandl e Gavin Blair ai cori.
La storia dei Dream Syndicate è caratterizzata da una perenne instabilità della formazione. Si può però affermare che il caposaldo della band è Steve Wynn. Nel 1984, con una formazione modificata per l'arrivo di Dave Provost al basso, che sostituisce Kendra Smith (che insieme a David Roback forma i Clay Allison e poi gli Opal), i Dream Syndicate firmano per la A&M e pubblicano Medicine Show (successivamente lo stesso Wynn definirà il miglior e più completo disco della loro produzione). La scrittura di Wynn è ai massimi livelli con testi crudi e ricchi di immagini drammatiche. Rimangono in mente i campi che bruciano in Burn e il gioco che si fa a Merrittville quando fa caldo. La musica abbandonando l'uso del feedback del disco d'esordio è percorsa dagli assolo di Precoda e dal tocco pianistico di Tommy Zvoncheck, messo in risalto dalla produzione di Sandy Pearlman. Zvoncheck lascerà successivamente i Syndicate per unirsi ai Blue Öyster Cult.
In definitiva, Medicine Show, risulta essere l'album dei Dream Syndicate che più si avvicina ai canoni della musica tradizionale americana e del blues, soprattutto in episodi come The Medicine Show e John Coltrane Stereo Blues.
Il disco, andato presto fuori catalogo, e non reperibile sul mercato fino al 2010, è stato per molti anni considerato un introvabile oggetto di culto per gli appassionati.
Nell'edizione rimasterizzata del 2010, sono stati aggiunti cinque brani registrati dal vivo il 7 luglio 1984 all'Aragon di Chicago, Illinois, editi in precedenza come EP This Is the New Dream Syndicate Album ... live.

## Tracce

### Edizione originale
1. Still Holding on to You - 3:41
2. Daddy's Girl - 3:04
3. Burn - 5:36
4. Armed with an Empty Gun - 3:58
5. Bullet with My Name on It - 6:21
6. The Medicine Show - 6:31
7. John Coltrane Stereo Blues - 8:49
8. Merrittville - 7:27

### Ristampa in CD (2010)
1. Tell me when it's Over (live) - 5:18
2. Bullet with my Name on it (live) - 6:02
3. Armed with an Empty Gun (live) - 4:21
4. The Medicine Show (live) - 7:09
5. John Coltrane Stereo Blues (live) - 9:03

## Formazione

### Principale
- Steve Wynn - voce e chitarra
- Karl Precoda - chitarra
- Dave Provost - basso
- Dennis Duck - batteria

### Altri musicisti
- Mark Walton - basso
- Tommy Zvoncheck - pianoforte, tastiera e cori
- Sid Griffin, Stephen McCarthy, Paul Mandl e Gavin Blair - cori